# Künzelsau
Künzelsau is een plaats en gemeente in de Duitse deelstaat Baden-Württemberg. Het is de Kreisstadt van het Hohenlohekreis. De stad telt 15.389 inwoners.

## Geografie
Künzelsau heeft een oppervlakte van 75,17 km² en ligt in het zuidwesten van Duitsland.

## Plaatsen in de gemeente Künzelsau
- Amrichshausen
- Belsenberg
- Gaisbach
- Garnberg
- Kocherstetten
- Laßbach (met Mäusdorf)
- Morsbach
- Nagelsberg
- Nitzenhausen
- Ohrenbach
- Steinbach

## Geboren
- Alexander Gerst (1976), ruimtevaarder

Bretzfeld ·
Dörzbach ·
Forchtenberg ·
Ingelfingen ·
Krautheim ·
Künzelsau ·
Kupferzell ·
Mulfingen ·
Neuenstein ·
Niedernhall ·
Öhringen ·
Pfedelbach ·
Schöntal ·
Waldenburg ·
Weißbach ·
Zweiflingen